# هرمز فرهت
هرمز فرهت (زادهٔ ۱۸ مرداد ۱۳۰۷ در تهران – درگذشتهٔ ۲۵ مرداد ۱۴۰۰ در دوبلین) آهنگ‌ساز و موسیقی‌شناس ایرانی مقیم ایرلند بود. کتاب دستگاه در موسیقی ایرانی نوشته او از مهم‌ترین کتاب‌ها به زبان انگلیسی دربارهٔ موسیقی کلاسیک ایران است. وی موسیقی شماری از فیلم‌های سینمای ایران از جمله جنوب شهر، گاو، پستچی، دایره مینا، و آرامش در حضور دیگران را ساخته‌است. او سال‌ها رئیس دانشکده موسیقی دانشگاه دوبلین بود.

## زندگی و تحصیلات
هرمز فرهت در ۱۸ مردادِ ۱۳۰۷ در تهران زاده شد. وی نواختن موسیقی را با ویولن در تهران نزد واهه جینگوزیان آغاز کرد و بعدها در ایالات متحده آمریکا مدرک کارشناسی خود را از دانشگاه کالیفرنیا، لس آنجلس (UCLA) در رشته موسیقی گرفت؛ سپس در رشته آهنگسازی کالج میلز نزد داریوس میو آموزش دید و در نهایت از دانشگاه کالیفرنیا، لس آنجلس دکترای موسیقی‌شناسی دریافت کرد. پایان‌نامه دکتری او ویژه بررسی مفهوم دستگاه در موسیقی ایران بود.
وی در سال ۱۳۳۶ در طول پژوهش‌های خود برای دریافت دکترای موسیقی‌شناسی، با استفاده از بورس بنیاد فورد به ایران آمد و نزد حسین صبا (سنتور) و نصرالله زرین‌پنجه (سه‌تار) با موسیقی کلاسیک ایرانی آشنا شد. پس از بازگشت به ایران از سال ۱۳۵۰ تا ۱۳۵۷ رئیس دپارتمان موسیقی دانشگاه تهران بود.

## کوچ به ایرلند
هرمز فرهت پس از انقلاب سال ۱۳۵۷ ایران در تابستان ۱۳۵۸ به اروپا مهاجرت کرد. وی از سال ۱۹۸۲ تا ۱۹۹۵ رئیس دانشکده موسیقی دانشگاه دوبلین بود و دوران بازنشستگی خود را در جمهوری ایرلند گذراند.

## فعالیت‌های حرفه‌ای
هرمز فرهت در سال‌های پایانی تحصیل در ایالات متحده، مدتی دانشیار دانشگاه کالیفرنیا، لس آنجلس بود. پس از بازگشت به ایران از سال ۱۳۴۹ تا ۱۳۵۳ مدیر بخش موسیقی دانشگاه تهران و در سال‌های بعد، سرپرست موسیقی جشن هنر شیراز، نایب رئیس دانشگاه فارابی، استاد دانشگاه تهران و … بود. او از ۱۹۸۲ تا ۱۹۹۵ رئیس دپارتمان موسیقی دانشگاه ترینیتی دوبلین بوده‌است. نوشته‌های فرهت در همان دوران در نشریات فرهنگی در تهران مانند مجله موسیقی به چاپ رسید. وی در همایش‌های گوناگون به عنوان سخنران دربارهٔ موسیقی ایرانی شرکت کرد و نوشته‌هایش در نشریات جهانی مانند «فرهنگ موسیقی گروز» و «دانشنامه ایرانیکا» به چاپ رسیدند.
هرمز فرهت موسیقی شماری از فیلم‌های سینمای ایران از جمله جنوب شهر، گاو، پستچی، دایره مینا و آرامش در حضور دیگران را ساخته‌است. پایان‌نامه دکترای هرمز فرهت با عنوان «مفهوم دستگاه در موسیقی ایران» سال‌ها بعد، در ۱۹۹۰ توسط انتشارات دانشگاه کمبریج در بریتانیا به چاپ رسید که از مهم‌ترین نوشته‌ها دربارهٔ موسیقی ایرانی به زبان انگلیسی است. برگردان پارسی این کتاب نیز به کوشش مهدی پورمحمد در تهران منتشر شده‌است.

## درگذشت
هرمز فرهت، یک‌ماه پس از ابتلا به سینه‌پهلو در صبح ۲۵ مرداد ۱۴۰۰ در ۹۳ سالگی در شهر دوبلین ایرلند درگذشت.

## آثار
- «راپسودی مازندرانی» (برای ارکستر)
- «سه مینیاتور ایرانی» (برای پیانو)
- «کنسرتو برای کلارینت و ارکستر»
- کوارتت زهی

### موسیقی فیلم
- ۱۳۵۳ - دایره مینا
- ۱۳۵۱ - پستچی
- ۱۳۵۱ - صادق کرده
- ۱۳۴۹ - آرامش در حضور دیگران
- ۱۳۴۹ - آقای هالو
- ۱۳۴۸ - گاو
- ۱۳۳۷ - جنوب شهر

## کتاب
- ترجمه: کنترپوان، نوشته کنت کنان، انتشارات دانشگاه تهران، ۱۳۵۳.
- مفهوم دستگاه در موسیقی ایران ، انتشارات دانشگاه کمبریج، ۱۹۹۰.[۹]